# Потапкин, Сергей Владимирович
Серге́й Влади́мирович Пота́пкин (латыш. Sergejs Potapkins; 30 ноября 1977, Рига) — исследователь Института внешней политики Латвии. В 2011—2018 годах депутат Сейма (Парламента Латвийской Республики) 11 и 12 созывов. Выпускник Мюнхенской сети молодых лидеров (Munich Young Leaders)] 2015 года и ассоциированный партнер Agora Strategy Group AG. В его сферу научных интересов входят Глобальный Юг, Китай и Индия, вопросы безопасности, а также регион Южного Кавказа и Армения в частности.

## Биография
Родился в 1977 году в Риге. В 1998 году закончил Рижский авиационный университет, экономический факультет (до 1992 года — Рижский краснознамённый институт инженеров гражданской авиации).
В 2000—2005 годах — руководитель продаж в компании «ACME PLUS».
В 2005—2009 годах — руководитель департамента IT-продаж регионального представительства «LG Electronics» в странах Балтии.
С 2007 года — экономический советник международного общества «Балтийский Форум».
С 2009 года — член «Партии народного согласия», советник по вопросам международного экономического сотрудничества и межпартийным отношениям. В 2010 году баллотировался на выборах в 10 Сейм от партийного объединения «Центр согласия». С 2011 по 2018 годы был депутатом 11 и 12 Сейма от СДП «Согласие» (Рижский избирательный округ). Заместитель председателя парламентской фракции, член правления СДП «Согласие», Секретарь парламентской Комиссии по иностранным делам, участник парламентской делегации Балтийской Ассамблеи, председатель Латвийско-Китайской группы межпарламентского сотрудничества, председатель Латвийско-Армянской группы межпарламентского сотрудничества.
В 2013—2018 годах — председатель правления Балтийско-Гонконгской торговой ассоциации (латыш. Baltijas Honkongas Tirdzniecības Asociācija).
C 2018 года — ассоциированный партнёр Agora Strategy Group AG.
В 2020 году получил степень магистра на факультете европейских исследований Рижского университета Страдыня.
С 2023 года — исследователь Института внешней политики Латвии.
Владеет латышским, русским, английским языками.

### Политическая деятельность
Впервые выступал кандидатом в депутаты парламента на выборах в октябре 2010 года. На внеочередных выборах парламента 2011 года был избран депутатом парламента 11 созыва. Был одним из депутатов Сейма, открыто поддержавшим референдум] по приданию официального статуса русскому языку в Латвии. В 2012 году сменил своего коллегу, Сергея Мирского, на посту заместителя председателя Комиссии по иностранным делам.
Переизбран депутатом 12 Сейма на выборах 4 Октября 2014 года. В Сейме 12 созыва занимал пост Секретаря Комиссии по иностранным делам.
Входил в состав групп сотрудничества с парламентами: Армении (Председатель группы), Беларуси, Великобритании, Израиля, Киргизстана (Председатель группы), Китая (Председатель группы), Колумбии (Председатель группы), Португалии (Председатель группы), России, США, Туркменистана.

## Публикации
1. Сергей Потапкин. Как будем жить дружно?
2. Сергей Потапкин. Референдум. Причины и перспективы
3. За русский язык проголосуют семь депутатов ЦС
4. Сергей Потапкин: «Нужна ясная перспектива развития» (недоступная ссылка)
5. Сергей Потапкин: будет ли у Латвии свой «Новый курс»?
6. New International Organization’s Headquarters to Be Opened in Latvia
7. Mr. Sergejs Potapkins, Economic Counselor of The Baltic Forum, is delivering a speechttp://gos.apceo.com/Html/En_news/120725478.html
8. Президент Туркменистана принял представителя парламента Латвийской Республики
9. Armenia 2023 — in search of a new security configuration (02 October 2023)
10. War and Ethnic Conflict: From the South Caucasus to Europe and the Middle East (16 November 2023)
11. Is peace possible in the South Caucasus? (06 December 2023)